# Nado sincronizado no Campeonato Europeu de Esportes Aquáticos de 2016 - Rotina técnica dueto
A prova da rotina técnica dueto do nado sincronizado no Campeonato Europeu de Esportes Aquáticos de 2016 ocorreu no dia 13 de maio em Londres, no Reino Unido. 

## Calendário
| Fase  | Data       | Hora  |
| ----- | ---------- | ----- |
| Final | 13 de maio | 08:30 |

Todos os horários estão no horário local (UTC+0)

## Medalhistas
| Ouro                                            | Prata                                       | Bronze                                  |
| Rússia · Natalia Ishchenko · Svetlana Romashina | Ucrânia · Lolita Ananasova · Anna Voloshyna | Itália · Linda Cerruti · Costanza Ferro |

## Resultados
Esses foram os resultados da competição.
| Pos.              | Nadadoras                                    | Nacionalidade |         |
| Pos.              | Nadadoras                                    | Nacionalidade | Pontos  |
| ----------------- | -------------------------------------------- | ------------- | ------- |
| Medalha de ouro   | Natalia Ishchenko Svetlana Romashina         | Rússia        | 95.1900 |
| Medalha de prata  | Lolita Ananasova Anna Voloshyna              | Ucrânia       | 91.7249 |
| Medalha de bronze | Linda Cerruti Costanza Ferro                 | Itália        | 88.3564 |
| 4                 | Laura Augé Margaux Chrétien                  | França        | 85.4442 |
| 5                 | Eirini-Marina Alexandri Anna-Maria Alexandri | Áustria       | 84.6775 |
| 6                 | Sascia Kraus Sophie Giger                    | Suíça         | 81.6252 |
| 7                 | Soňa Bernardová Alžběta Dufková              | Chéquia       | 81.5843 |
| 8                 | Iryna Limanouskaya Veronika Yesipovich       | Bielorrússia  | 81.3948 |
| 9                 | Olivia Allison Katie Clark                   | Reino Unido   | 80.4751 |
| 10                | Anastasia Gloushkov Ievgeniia Tetelbaum      | Israel        | 79.7445 |
| 11                | Edith Zeppenfeld Wiebke Jeske                | Alemanha      | 75.3894 |
| 12                | Defne Bakırcı Mısra Gündeş                   | Turquia       | 75.7116 |
| 13                | Mia Šestan Rebecca Domika                    | Croácia       | 74.8458 |
| 14                | Hristina Damyanova Zlatina Dimitrova         | Bulgária      | 71.8647 |
| 15                | Lara Mechnig Marluce Schierscher             | Liechtenstein | 70.1499 |
| 16                | Barbara Costa Cheila Vieira                  | Portugal      | 68.3629 |
| 17                | Jana Pudar Snežana Majstorović               | Sérvia        | 67.4897 |